# Eloy (együttes)
Az Eloy az 1970-es évek egyik legnépszerűbb német progresszív rock együttese, amely 1969-ben alakult Hannoverben. Az Eloy hosszú fennállása alatt számos zenész megfordult a zenekarban, melyben az egyetlen megmaradt alapító tag, az énekes-gitáros Frank Bornemann jelentette az állandóságot.
Az együttes zenei stílusa az évek során folyton változott, azonban a zenéjében Bornemann gitárjátéka mindvégig meghatározó szerepet játszott. Amíg az 1960-as évek végén zenéjükre a politikai témáktól áthatott hard rock volt leginkább jellemző, addig a legsikeresebb korszakukban, az 1970-es évek második felében az együttes zenéje már kifinomult, szintetizátorok uralta űrrock zene volt (amely hangzásában leginkább a Pink Floyd zenéjére emlékeztet, itthon pedig az Omega képviselte). Bár az együttes az 1980-as évektől egy sokkal emészthetőbb rockzenét játszik, azonban mindeközben sikerült megőrizniük az 1970-es évekből megismert hangzásvilág számos elemét és a zenei kimunkáltság minőségét.

## Az együttes története
Az Eloy együttest Frank Bornemann (gitár, harmonika, ütős hangszerek), Erich Schriever (ének, billentyűsök, dalszövegek), Manfred Wieczorke (gitár, basszusgitár, ének), Helmuth Draht (dob) és Wolfgang Stöcker (basszusgitáros) alapította 1969-ben. Az együttes nevét H. G. Wells Időgép (Time Machine) című művében szereplő futurisztikus emberi fajról, az Eloi-ról kapta.
A zenekar első, Daybreak című kislemeze 1970-ben jelent meg, míg a következő évben a boltokba került az együttes Eloy című bemutatkozó nagylemeze is. Az erőteljes politikai színezetű szövegekkel színezett, hagyományos hard rock album jelentősen eltér az együttes későbbi lemezeitől mind témaválasztásában, mind zenei hangzásvilágában. A lemez kiadását követően az énekes szövegíró Erich Schriever és Helmuth Draht dobos elhagyta az együttest, mely utóbbi pótlására Fritz Randow dobos érkezett.
Az 1973-ban kiadott Inside című nagylemez alapvető változást hozott az együttes zenéjében. Az album - ellentétben elődjével - már minden tekintetben magán hordozta a progresszív rock alapvető stílusjegyeit. Bár az album kedvező fogadtatásra talált a nagyközönség részéről, annak megjelenését követően Stöcker távozott az együttesből; helyére Luitjen Janssen érkezett. Az 1974-ben megjelent Floating és az 1975-ös Power and the Passion lemezek mind a zenei szakma, mind a közönség körében komoly elismertséget hoztak a zenekarnak. Az utóbbi volt az együttes első, egy téma köré épulő koncept albuma, amelyen egy második gitárossal, Detlef Schwaar-ral egészült ki a zenekar. A követendő zenei irányvonal tekintetében az együttes tagjai nem képviseltek egységes álláspontot. Míg egyes tagok (különösen Bornemann) progresszív rock koncept albumok készítésében látták az együttes jövőjét, addig mások szívesebben vették volna, ha egy könnyebben emészthetőbb stílust képviselne a zenekar. Az együttes sikerei ellenére a tagok közötti szakmai ellentétek miatt végül a zenekar 1975-ben feloszlott.
Frank Bornemann mint zenekarvezető és producer vezetésével az Eloy 1976-ban, új felállásban újjáalakult. Az együttes tagjai ekkor Bornemann mellett Klaus-Peter Matziol (basszusgitár, ének), Detlev Schmidtchen (billentyűsök, ének) és Jürgen Rosenthal (dob, ének) voltak. Az együttes ezen felállásában saját korszakának legfelkapottabb német együttesévé vált. Az Eloy ebben az időszakban készítette legkimunkáltabb koncept albumait, az 1976-os Dawn, és az 1977-es Ocean című lemezeket. Ezt követően, 1978-ban jelent meg az együttes első és mind máig egyetlen (hivatalos) koncertlemeze, az Eloy Live. A korszak utolsó lemezeként látott napvilágot 1979-ben, a zenekar legnagyobb példányszámban eladott lemeze, a Silent Cries and Mighty Echoes.
Schmidtchen és Rosenthal sikerei tetőfokán elköszöntek az együttestől, hogy szólókarrierbe kezdjenek. Helyükre Hannes Folberth billentyűs és Jim McGillveray dobos érkezett, és az együttes kiegészült egy további szólógitárossal, Hannes Arkona-val. Az együttes ebben a felállásban adta ki 1980-ban a Colours című nagylemezt, amelyen egy nyersebb, hard rockos hangzás váltotta fel a 70-es évek végi űrrock témákat. Az ezt követő két albummal, az 1981-es Planets és 1982-es Time to Turn lemezekkel egy tudományos fantasztikus történetet dolgoz fel az együttes, amellyel rendhagyó módon gyakorlatilag két részre bontottak egy dupla koncept albumot. A szintetizátorok dominanciája alapvetően meghatározta a nevezett két album hangzásvilágát.
A zenekar 1983-ban megjelentette Performance, majd egy évvel később Metromania című lemezeit, majd a tagok zenei elképzelései közötti különbségek miatt, néhány angliai búcsúkoncertet követően ismételten feloszlott.
Az Eloy 1988-ban tért vissza a zenei életbe. A zenekart ezúttal Frank Bornemann és a számos hangszeren játszó, multiinstrumentalista Michael Gerlach alkotta. A duó által megjelentetett első nagylemez az 1988-as Ra című album volt, amely a Colours hangzásvilágát idézte vissza. A két tag mellett számos vendégzenész segédkezett a lemez felvételeinél. Az együttes következő, Destination című lemeze négy évvel később, 1992-ben jelent meg, amelyen Klaus-Peter Matziol vendégzenészként tért vissza a zenekarba.
1993-ban az együttes számos korábbi tagja részvételével készült el a Chronicles I, majd egy évvel később a Chronicles II című válogatáslemez, amelyeken az Eloy legsikeresebb felvételeit az együttes tagjai újra rögzítették és újrakeverték.
Ezt követően, 1994-ben került kiadásra a zenekar The Tides Return Forever című albuma, amelynek felvételeinél Klaus-Peter Matziol már ismét mint állandó tag szerepelt.
Az együttes mai napig utolsó stúdióalbuma, az Ocean 2: The Answer 1998-ban került a boltokba. A lemezen mutatkozott be az együttes új dobosa Bodo Schopf, és bár csak vendégzenészként Hannes Folberth is segédkezett a felvételek során. Bár az albumot címéből adódóan az 1977-es Ocean folytatásának szánták, azonban stílusát tekintve mégsem tekinthető az eredeti, nagy sikerű nagylemez másolatának, mivel a hangzásvilága inkább az Eloy 1990-es évekbeli irányzatát követi. Ettől függetlenül Hannes Folberth vendégjátékának köszönhetően, az általa használt MiniMoog hangzása esetenként mégis visszahoz valamit az együttes 1970-es évek végi, 1980-as évek eleji zenei világából.

## Az együttes tagjai
Az Eloy együttesben számtalan zenész megfordult. Az együttes történetének 16 állandó tagján felül, az 1980-as évek végétől nagyszámú zenész közreműködött a stúdióalbumok felvételeinél, vagy a koncertek során.

### A legutolsó felállás
- Frank Bornemann - gitár, ének (1969-napjainkig)
- Hannes Folberth - billentyűsök (1980-1984 és 2009-napjainkig)
- Michael Gerlach - billentyűsök, ütős hangszerek, multiinstrumentalista (1988-napjainkig)
- Klaus-Peter Matziol basszusgitár (1976-1984 és 1992-napjainkig)
- Stephan Emig - dob (2018-napjainkig)

### Korábbi tagok
- Helmuth Draht - dob (1969-1970)
- Erich Schriever - ének (1969-1970)
- Wolfgang Stöcker - basszusgitár (1969-1973)
- Manfred Wieczorke - billentyűsök, mellotron (1969-1975)
- Fritz Randow - dob, ütős hangszerek, akusztikus gitár, fuvola (1971-1975 és 1982-1984)
- Luitjen Jansen - basszusgitár (1974-1975)
- Detlef Schwaar - gitár (1975)
- Detlev Schmidtchen - billentyűsök, mellotron, xilofon, gitár, ének (1976-1979)
- Jürgen Rosenthal - dob, ütős hangszerek, fuvola (1976-1979)
- Hannes Arkona - gitár 1980-1984)
- Jim McGillivray - dob, ütős hangszerek (1980-1981)
- Bodo Schopf - dob (1998-2016)
- Kristof Hinz - dob (2016-2018)

## Diszkográfia
| - Eloy – 1970. - Inside – 1973. - Floating – 1974. - Power And The Passion – 1974. - Dawn – 1976. - Ocean – 1977. - Silent Cries And Mighty Echoes – 1979. - Colours – 1980. - Planets – 1981. - Time To Turn – 1982. - Performance – 1983. - Metromania – 1984. - Ra – 1988. - Destination - 1992. - The Tides return forever - 1994. - Ocean 2: The Answer - 1998. - Visionary - 2009. - The Vision, The Sword And The Pyre, pt. 1 - 2017. - The Vision, The Sword And The Pyre, pt. 2 - 2019. - Echoes from the Past - 2023. | - Eloy Live - 1978. - Reincarnation On Stage - 2014. - Wings Of Vision - 1982. - Rarities - 1991. - Chronicles I - 1993. - Chronicles II - 1994. - The Best Of Eloy Vol. I (1972-1975) - 1994. - The Best Of Eloy Vol. II (1976-1979) - 1996. - Chronicles Vol. 1 & Vol. 2 - 2000. - Timeless Passages (The Very Best Of Eloy) - 2003. |